# 21. Landwehr-Division (Deutsches Kaiserreich)
Die 21. Landwehr-Division war ein Großverband der Preußischen Armee im Ersten Weltkrieg.

## Gliederung

### Kriegsgliederung 1917/18
- 11. Landwehr-Brigade
  - Landwehr-Infanterie-Regiment Nr. 20
  - Landwehr-Infanterie-Regiment Nr. 35
  - Landwehr-Infanterie-Regiment Nr. 435
  - 4. Eskadron/Kürassier-Regiment „Kaiser Nikolaus I. von Russland“ (Brandenburgisches) Nr. 6
- Artillerie-Kommandeur 153
  - 1. Westpreußisches Feldartillerie-Regiment Nr. 35
- Pionier-Bataillon Nr. 414
- Divisions-Nachrichten-Kommandeur Nr. 521

## Gefechtskalender
Die Division wurde am 15. Februar 1917 an der Westfront zusammengestellt und im Juni an die Ostfront verlegt. Hier kämpfte sie über den dortigen Waffenstillstand hinaus und beteiligte sich dann an der Okkupation großrussischen Gebietes. Ende März folgte der Abtransport wieder an die Westfront, wo die Division bis Kriegsende zum Einsatz kam.

### 1917
- 16. Februar bis 5. April --- Stellungskämpfe an der Yser
- 15. bis 20. Mai --- Schlacht von Arras
- 25. Mai bis 9. Juni --- Kämpfe vor der Siegfriedfront
- 9. bis 13. Juni --- Transport nach dem Osten
- 13. bis 25. Juni --- Kämpfe am oberen Styr-Stochod
- 25. bis 30. Juni --- Stellungskämpfe an der Beresina, Olschanke und Krewljanka
- 1. Juli bis 17. September --- Stellungskämpfe am Serwetsch, Njemen, an der Beresina, Olschanke und Krewljanka
  - 19. bis 27. Juli --- Abwehrschlacht Smorgon-Krewo
- 18. September bis 5. Dezember --- Stellungskämpfe zwischen Njemen-Beresina-Krewo-Smorgon-Narotsch-Tweretsch
- 6. bis 17. Dezember --- Waffenruhe
- ab 17. Dezember --- Waffenstillstand

### 1918
- bis 18. Februar --- Waffenstillstand
- 18. Februar bis 3. März --- Verfolgungskämpfe durch Weißruthenien
- 3. bis 23. März --- Okkupation großrussischen Gebietes
- 24. März bis 2. April --- Transport nach dem Westen
- 3. April bis 1. Mai --- Stellungskampf im Oberelsaß
- 1. Mai bis 11. November --- Stellungskämpfe in Lothringen und in den Vogesen
- ab 12. November --- Räumung des besetzten Gebietes und Marsch in die Heimat

## Kommandeure
| Dienstgrad      | Name                     | Datum                               |
| --------------- | ------------------------ | ----------------------------------- |
| Generalleutnant | Hans Feodor Lepper       | 21. Februar 1917 bis 4. Januar 1918 |
| Generalmajor    | Friedrich Spennemann     | 5. Januar bis 20. August 1918       |
| Generalmajor    | Ludwig Graf von Rittberg | 21. August 1918 bis 27. Januar 1919 |